# Robert Jacob Gordon
Robert Jacob Gordon (Doesburg, 29 de septiembre de 1743 - Ciudad del Cabo, 25 de octubre de 1795 ) fue un explorador, militar, artista, científico y lingüista holandés de ascendencia escocesa.

## Biografía

### Primeros años
Gordon era hijo de Johanna Maria Heijdenrijck y del militar escocés Jacob Gordon, que estaba al servicio de los Países Bajos. Ingresó en el ejército holandés en 1753 como cadete y se matriculó como estudiante de humanidades en la Universidad de Harderwijk en 1759. Sirvió, como su padre, en la Brigada Escocesa del ejército de Países Bajos y luego se unió a la Compañía Holandesa de las Indias Orientales, donde alcanzó el rango de coronel.

### Estancia en la Colonia del Cabo
Gordon fue enviado a la Colonia del Cabo, donde comandó la guarnición de 1780 a 1795. Realizó seis viajes, cuatro de los cuales están descritos en los diarios redescubiertos en 1964. Fue responsable de dar nombre al río Orange, de la introducción de la oveja merina en la Colonia del Cabo y del descubrimiento de los restos del padrão que Bartolomeu Dias había colocado en Kwaaihoek. Además de francés, holandés e inglés, Gordon también hablaba hotentote y xhosa. 

### Exploraciones

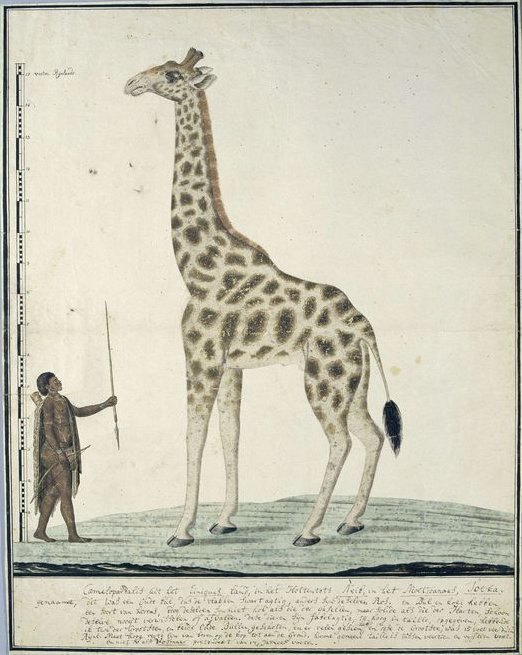
A Giraffe with a Hottentot, dibujo de Robert Jacob Gordon, 1779

Entre 1773 y 1174, Gordon viajó a pie con el naturalista Carl Peter Thunberg y el botánico Francis Masson por las montañas entre Ciudad del Cabo y False Bay. 
En 1777 y 1778 emprendió otro viaje de exploración, esta vez acompañado por el botánico William Paterson, que tuvo que regresar pronto debido a una enfermedad, y el artista Johannes Schoemaker. Partieron hacia Swellendam y visitaron el Colesberg occidental y realizaron varios viajes para reunirse con los jefes xhosa. Uno de los objetivos de Gordon en este viaje fue llegar al río Gariep, al que nombró río Orange, hasta su confluencia con el río Caledon.
Durante la mayor parte del viaje, siguieron una ruta muy transitada, uniéndose a veces a otros viajeros que iban en el mismo camino. Su equipo era transportado en varios carros mientras que Gordon recorría los campos a caballo, observando, anotando datos y ocasionalmente cazando. Gordon registró cuidadosamente los datos recopilados, que luego planeó incluir en un gran mapa.
En septiembre y octubre de 1778, Gordon, en compañía del gobernador Joachim Van Plettenberg, emprendió un tercer viaje a las fronteras nororientales de la Colonia del Cabo.

### Últimos años
Además de ser un importante contribuyente al desarrollo económico de la colonia, Gordon fue un especialista en la vida silvestre local e incluso envió un esqueleto de jirafa a Europa. En 1795, cuando las tropas inglesas ocuparon Ciudad del Cabo, sintiéndose deshonrado, prefirió suicidarse.